# Black Isle Studios
Black Isle Studios je osnovan kao ogranak Interplaya koji se je trebao baviti isključivo razvojem RPG igri. Tvrtku je osnovao dobar dio ljudi koji su radili u Interplayu na igri Fallout. Tvrtka je najpoznatija po igrama Planescape: Torment, Fallout 2 i Icewind Dale serijalu. 8. prosinca 2003. Interplay zbog loše financijske situacije gasi Black Isle Studios.

### Igre razvijene u potpunosti ili samo jednim djelom od strane Black Isle Studiosa
- Baldur's Gate: Dark Alliance (2002.)
- Baldur's Gate: Dark Alliance II (2004.)
- Black Isle Compilation (2002.)
- Fallout 2 (1998.)
- Fallout Radioactive (2002.)
- Gamefest: Forgotten Realms Classics (2001.)
- Icewind Dale (2000.)
- Icewind Dale Complete (2002.)
- Icewind Dale II (2001.)
- Icewind Dale II (Collector's Edition) (2002.)
- Icewind Dale II: Adventure Pack (2002.)
- Icewind Dale: Heart of Winter (2002.)
- Icewind Dale: The Collection (2002.)
- Icewind Dale: The Ultimate Collection (2003.)
- Lionheart: Legacy of the Crusader (2003.)
- Planescape: Torment (1999.)
- Planescape: Torment/Baldur's Gate/Fallout 2 (2000.)
- Ultimate Dungeons & Dragons (2006.)
- Ultimate Might and Magic Archives (1998.)

### Igre koje je Black Isle Studios samo izdao
- Baldur's Gate (1998.)
- Baldur's Gate II: Shadows of Amn (Collector's Edition) (2000.)
- Baldur's Gate: Tales of the Sword Coast (1999.)
- Baldur's Gate: The Original Saga (2000.)

## Unutarnje poveznice
- Van Buren

## Vanjske poveznice
- Black Isle Studios profil tvrtke na internet stranici MobyGames